# Burkhard Kick
Burkhard Kick (* 25. August 1968 in Wolfsburg) ist ein ehemaliger deutscher Fußballtorwart.

## Karriere
Vom VfR Eintracht Nord Wolfsburg kam Torhüter Burkhard Kick 1991 zum VfL Wolfsburg in die Oberliga Nord. Gleich in seinem ersten Jahr wurde er mit dem VfL Oberligameister und stieg nach erfolgreicher Aufstiegsrunde mit dem Verein in die 2. Bundesliga auf. Dort war er 1992/93 meist Stammtorhüter. In der folgenden Saison war er aber nurmehr dritter Torhüter hinter Uwe „Zimbo“ Zimmermann und Jörg Hoßbach. 1994 wechselte er zu Eintracht Braunschweig in die Regionalliga Nord, wo er hinter Mathias Hain Ersatztorwart war. Viermal kam Kick in seiner einzigen Saison beim BTSV zum Einsatz – davon dreimal als Feldspieler. Nach einer Saison wechselte Kick zum SSV Vorsfelde und schließlich zurück zu seinem Heimatverein VfR Eintracht Nord Wolfsburg, wo er ebenso als Feldspieler eingesetzt wurde. 2004 beendete er seine Laufbahn als Aktiver, spielt aber seitdem u. a. noch für die Traditionsmannschaft des VfL Wolfsburg. 
Als Trainer war Kick viele Jahre im Jugendbereich des SSV Vorsfelde tätig, ehe er zur Saison 2019/20 das Traineramt bei der Ersten Mannschaft des SSV Vorsfelde (Landesliga) übernahm.

### Statistik
| Liga          | Spiele (Tore) |
| ------------- | ------------- |
| 2. Bundesliga | 31 (0)        |
| Regionalliga  | 04 (0)        |
| Wettbewerb    |               |
| DFB-Pokal     | 01 (0)        |